# Het Huis Anubis en de terugkeer van Sibuna
Het Huis Anubis en de terugkeer van Sibuna (op dvd uitgebracht als Anubis en de terugkeer van Sibuna) is een filmspecial van het Studio 100-programma Het Huis Anubis. Het verhaal gaat over de voormalige bewoners van het internaat, twee jaar later. Deze special betekent ook het definitieve einde van Het Huis Anubis. 
De film werd in september opgenomen. De regie lag in handen van Dennis Bots. De film kwam uit op 31 oktober 2010 op Nickelodeon.

## Verhaal
Na het laatste mysterie van Het Huis Anubis is iedereen zijn eigen weg gegaan. Nienke studeert geneeskunde en werkt in het ziekenhuis als Appie plotseling binnen wordt gebracht op de spoedgevallen. Ze ontdekt dat hij vervloekt is door een Germaanse Orde. Als Appie in het ziekenhuis ligt krijgt hij bezoek van zijn vriendin Belona, maar Amber is daar niet zo blij mee. En is die Belona wie ze zegt dat ze is? Er is maar één mogelijkheid om hem te helpen en dat is De Club van de Oude Wilg weer bij elkaar brengen. Het wordt een race tegen de klok om Appie te redden, maar nog meer een strijd om de oude vriendschap. Kan de lokroep naar avontuur De Club weer bij elkaar brengen? Kunnen de oude bewoners hun eigen verschillen en geschillen aan de kant schuiven?

## Rolverdeling
| Acteur            | Personage          | Opmerkingen            |
| ----------------- | ------------------ | ---------------------- |
| Loek Beernink     | Nienke Martens     | hoofdrol               |
| Lucien van Geffen | Fabian Ruitenburg  | hoofdrol               |
| Iris Hesseling    | Amber Rozenbergh   | hoofdrol               |
| Kevin Wekker      | Appie Tayibi       | hoofdrol               |
| Sven de Wijn      | Jeroen Cornelissen | hoofdrol               |
| Nicolette van Dam | Belona             | hoofdrol               |
| Daan Hugaert      | Bertram            | gastrol                |
| Hans Ligtvoet     | Arts               | gastrol                |
| Metta Gramberg    | Hoofdverpleegster  | gastrol                |
| Stephan Tock      | Agent              | gastrol                |
| Richard de Maaré  | Blonde Germaan     | Getransformeerde Appie |
| Sven De Ridder    | Fotograaf          | gastrol                |
| Gert De Loenen    | Museumbewaker      | gastrol                |
| Martin Pragt      | Museumbewaker      | gastrol                |
| Jennifer Welts    | Sterre             | cameo                  |
| Alex Molenaar     | Pim                | cameo                  |
| Roel Dirven       | Raphael            | cameo                  |
| Juliann Ubbergen  | Marcel             | cameo                  |

## Achtergrond
- De special werd in drie weken gefilmd in september 2010, het merendeel op locatie.
- Er zijn in Tongeren opnames gemaakt in onder andere het Gallo-Romeins Museum.
- De scènes in het ziekenhuis zijn gedraaid in het UZ te Leuven. (België)
- Er zijn ook opnames gemaakt bij Het Huis Anubis in Plopsaland.
- Vier van de personages uit de spin-off, Sterre, Pim, Marcel en Raphael, hebben een kleine figurantenrol in deze film. Zij worden heel even gezien als de club terug naar Het Huis Anubis moet.